# 10e Europese Filmprijzen
De 10e uitreiking van de Europese Filmprijzen, waarbij prijzen werden uitgereikt in verschillende categorieën voor Europese films, vond plaats op 6 december 1997 in de Duitse hoofdstad Berlijn.

## Nominaties en winnaars

### Beste film
- The Full Monty
  - Capitaine Conan
  - The English Patient
  - The Fifth Element
  - Savršeni krug
  - The Thief (Vor)

### Beste acteur
- Bob Hoskins - TwentyFourSeven
  - Philippe Torreton - Capitaine Conan
  - Jerzy Stuhr - Historie milosne
  - Mario Adorf - Rossini – oder die mörderische Frage, wer mit wem schlief

### Beste actrice
- Juliette Binoche - The English Patient
  - Katrin Cartlidge - Career Girls
  - Brigitte Roüan - Post coïtum animal triste
  - Emma Thompson - The Winter Guest

### Beste scenario
- Chris Vander Stappen & Alain Berliner - Ma vie en rose
  - Andrei Kurkov - Priyatel pokoynika
  - Ademir Kenović & Abdulah Sidran - Savršeni krug

### Beste cinematografie
- John Seale - The English Patient
  - Ron Fortunato - Nil by Mouth
  - Tibor Máthé - Witman fiúk

### Niet-Europese film
- Hana-bi - Takeshi Kitano
  - Donnie Brasco
  - Everyone Says I Love You
  - Jerry Maguire
  - Romeo + Juliet
  - Swingers